# Alphonse Aria
Alphonse Aria (ur. 31 maja 1902 w Miluzie, zm. 17 lutego 1968 tamże) – francuski zapaśnik walczący w stylu klasycznym. Olimpijczyk z Amsterdamu 1928, gdzie zajął dziewiąte miejsce w wadze koguciej.

## Letnie Igrzyska Olimpijskie 1928
| Konkurencja          | Rundy eliminacyjne    | Rundy eliminacyjne     | Rundy eliminacyjne     | Klas. końcowa |
| Konkurencja          | Przeciwnik I          | Przeciwnik II          | Przeciwnik III         | Miejsce       |
| -------------------- | --------------------- | ---------------------- | ---------------------- | ------------- |
| 58 kg styl klasyczny | Ibrahim Kamil (EGY) Z | Giovanni Gozzi (ITA) P | Anselm Ahlfors (FIN) P | 9.            |